# Henry Bulwer (gubernator)
Henry Bulwer (ur. 11 grudnia 1836 w Heydon, zm. 30 września 1914 tamże) – brytyjski urzędnik kolonialny, gubernator Natalu w latach 1880-1882 i wysoki komisarz Cypru w latach 1886-1892.
Studiował w Trinity College na Uniwersytecie Cambridge.
Służbę w administracji kolonialnej rozpoczął jako brytyjski przedstawiciel na Kithirze, potem był wysyłany na Karaiby (Trynidad i Dominika), na Borneo (gdzie był gubernatorem wyspy Labuan) oraz do Południowej Afryki. W Kolonii Natalu pełnił najpierw funkcję zastępcy gubernatora, a następnie gubernatora i specjalnego komisarza ds. Zulusów.
9 marca 1886 zastąpił Roberta Biddulpha na stanowisku wysokiego komisarza Cypru, urząd sprawował do 5 kwietnia 1892.